# Bepoederde rupsendoder
De bepoederde rupsendoder (Cordyceps farinosa) is een schimmel uit de familie Cordycipitaceae. De schimmel groeit op in de grond liggende poppen van vlinders.

## Kenmerken
Op de bovenste helft van het knots- of staafvormig, 2-4 cm lange vruchtlichaam worden witte conidiën gevormd, die voor verdere verspreiding van de schimmel zorgen.

## Verspreiding
In Nederland komt de bepoederde rupsendoder algemeen voor. Hij staat niet op de rode lijst en is niet bedreigd.